# Ефимов, Валентин Владимирович
Валентин Владимирович Ефимов (1916—1981) — советский работник сельского хозяйства, зоотехник, Герой Социалистического Труда.

## Биография
Родился 7 ноября 1916 года в г. Буинске Российской империи, ныне Республики Татарстан, в многодетной семье.
Рано начал трудиться, помогая родителям в работе и воспитании детей. После школы окончил сельскохозяйственный техникум и в 1939 году стал работать зоотехником в районном земельном отделе Кукморского района. В 1940 году был призван в ряды Красной армии, откуда вступил в Великую Отечественную войну и дошел до Берлина, получив боевые награды.
После демобилизации Ефимов вернулся на родину и с 1946 по 1973 годы работал зоотехником, затем главным зоотехником племенного совхоза «Тюрнясевский» Октябрьского района Татарской АССР. Положительно зарекомендовав себя, был назначен старшим зоотехником Татарского треста племенных хозяйств.
Наряду с производственной, занимался общественной деятельностью, избирался депутатом районного Совета народных депутатов.
Умер в Казани 10 ноября 1981 года.

## Награды
- В 1966 году В. В. Ефимову было присвоено звание Героя Социалистического Труда с вручением ордена Ленина (за большие достижения в развитии животноводства).
- Также награждён орденом Красной Звезды и многими медалями.
- «Заслуженный зоотехник РСФСР».